# Philippe Braud (sociologue)
 (avril 2022).
Si vous disposez d'ouvrages ou d'articles de référence ou si vous connaissez des sites web de qualité traitant du thème abordé ici, merci de compléter l'article en donnant les références utiles à sa vérifiabilité et en les liant à la section « Notes et références ».
Pour les articles homonymes, voir Braud et Philippe Braud.
Philippe Braud, né le 18 mars 1941 en Maine-et-Loire, est un politiste français, spécialiste de sociologie politique. Il est professeur des universités à l'Institut d'études politiques de Paris et enseignant-chercheur associé au CEVIPOF (Centre d'études politiques de Sciences Po).

## Biographie

### Jeunesse et études
Philippe Braud obtient un doctorat en droit public à l'université de Rennes en 1967, avec une thèse sur la notion de liberté publique. L'année suivante, il est reçu à l'agrégation de science politique.

### Parcours professoral
Après avoir été reçu à l'agrégation, Philippe Braud est nommé professeur de science politique à l'université Rennes I. Il demeure à ce poste jusqu'en 1985.
En 1989, et jusqu'en 1995, il est directeur du département de science politique de l'université Paris I Panthéon Sorbonne. Il devient alors président de la section science politique du Conseil national des universités (CNU) où il exerce un mandat de quatre ans. Il préside le jury d'agrégation de science politique en 2000-2001.
En 2000, il quitte l'université Paris I pour devenir professeur à l'Institut d'études politiques de Paris. Il donne un cours intitulé « Le pouvoir politique, du niveau local au niveau européen ». Il s'oppose aux méthodes de management de Richard Descoings aux côtés de Claire Andrieu. De 2004 à 2017, il quitte provisoirement Sciences Po pour être visiting professor à la Woodrow Wilson School de l'université de Princeton. Il y est professeur émérite depuis 2010.

## Travaux
Ses travaux, influencés un temps par la psychanalyse mais aussi par la littérature anthropologique d'un Murray Edelman (en) ou d'un Geertz et certaines recherches constructivistes (Gale Miller, Peter Ibarra, John Kitsuse (en)), sont axés sur la psychologie politique et les dimensions symboliques de la vie politique. Il s'intéresse plus particulièrement aux rapports entre la violence symbolique et la violence physique. Il soutient que les dimensions émotionnelles de la vie politique sont trop souvent sous-estimées dans l'analyse savante ou masquées par des concepts excessivement rationalisant. Celles-ci joueraient un rôle à deux niveaux. D'une part, dans le style psychologique des acteurs qui importe à la fois dans le mode de déroulement des processus décisionnels et dans la construction d'une image publique dont l'efficacité politique est tangible. Mais l'étude du style psychologique des acteurs n'a de sens qu'étroitement reliée aux systèmes d'attentes et de projections socialement façonnées. C'est pourquoi Braud considère qu'il est encore plus important d'étudier la part de l'émotionnel qui réside dans les logiques de situation socialement définies. Celles-ci révèlent l'existence de gratifications ou de coûts au niveau décisif de la peur ou du désir d'illusions, de l'estime de soi ou du besoin de reconnaissance. C'est pourquoi Braud va jusqu'à parler de psychologie des situations. Il accorde une grande attention à la dimension symbolique du travail politique, c'est-à-dire aux surcharges de connotations cognitives et émotionnelles dont sont investis certains mots-clés ou certains idiomes rhétoriques du langage politique, les systèmes de classements qui permettent de penser le politique, sans oublier le rôle des pratiques cérémonielles et rituelles, le marquage de l'espace par l'urbanisme, les monuments, les œuvres d'art.